# Jean Mone
Ne doit pas être confondu avec Jean Monet.
Jean Mone, Jehan Mone, Jean Money, Monet ou Moné, est un sculpteur lorrain, né à Metz vers 1482, et mort à 67 ans à Luttange le 5 novembre 1549,.

## Biographie
Jean Mone est le fils de Jehan Mone, ou Money, mort en 1498 d'après Paul Saintenoy, et de Poissante de Bongard. Il appartenait à une famille qui a donné des échevins à la ville de Metz. Dans sa parenté se trouvent les plus illustres familles messines, les Roucel, les Perpignant, les Gournay, les Haiche. Cette parenté se retrouve dans un armorial qui était la propriété du baron de Cressac se trouvant dans la bibliothèque de Metz.
Il a été un des sculpteurs de la cour de l'empereur Charles Quint en Flandre où il a contribué à introduire le style de la Renaissance italienne. Dans les premières études, les historiens de l'art lui ont attribué le plupart des sculptures en albâtre du début de la Renaissance flamande.
Jean Mone se rendant en Italie s'est arrêté à Aix-en-Provence entre 1512 et 1513 où il réalise des sculptures pour la façade de la cathédrale Saint-Sauveur. À son retour de Naples, il séjourne à Barcelone, entre 1517 et 1519 (ou 1516-1518), où, avec le sculpteur Bartolomé Ordóñez, il sculpte un écran de chœur dans la cathédrale Sainte-Croix et de Sainte Eulalie à l'occasion du XIXe chapitre de l'Ordre de la Toison d'or que Charles Quint y a présidé en mars 1519.
En 1521, Jean Mone est à Anvers où il fait la connaissance d'artistes dont Albrecht Dürer qui note dans son journal qu'il a fait son portrait. Il a alors passé le reste de sa vie en Flandre. Après la mort de Maximilien Ier, en 1519, le nouvel empereur Charles Quint s'intéresse à l'art de la Renaissance qu'il avait vu en Italie et en France. Il cherche à faire venir des artistes étrangers à sa cour de Malines. En 1522, Jean Mone est nommé sculpteur de la cour, en 1524 il est artiste de l'Empereur. En 1533, il porte le titre de « maître artiste de l'Empereur ». Il est fixé à Malines à partir de 1536.
Il réalise une série de commandes, surtout des tombeaux. Il a sculpté en 1528 le tombeau du cardinal-archevêque de Tolède Guillaume de Croÿ, mort en 1521, qui se trouvait à l'origine dans l'église des Célestins d'Heverlee avant son transfert dans l'église des Capucins d'Enghein.
En 1533, il a réalisé un retable en albâtre représentant les sept Sacrements dans la chapelle Trazegnies de l'église Saint-Martin ou Notre-Dame de Hal comme il est possible de le lire sur la prédelle du retable.
En 1536, Louis van Bodeghem, architecte de la Maison du roi, vient à Malines pour évaluer un retable d'autel commandée par les exécuteurs testamentaires de Philippe le Beau pour orner le maître autel de la chapelle de la Cour à Bruxelles représentant la Passion du Christ et les Évangélistes. Il est jugé insuffisant en septembre 1538. Un nouveau maître autel est commandé. Entre 1538 et 1541, il a sculpté le retable de la Passion du Christ qui se trouvait à l'origine dans la chapelle de la Cour à Bruxelles, avant d'être donné en 1610 à l'abbaye de la Cambre. Il se trouve aujourd'hui dans la chapelle Maes de la cathédrale Saints-Michel-et-Gudule de Bruxelles. Du fait de son histoire mouvementée, l'attribution à Jean Mone du retable de la Passion se trouvant actuellement dans la chapelle Maes a été sujet à controverses.
Il a réalisé en 1540 le tombeau d'Antoine de Lalaing et de sa femme, Isabeau de Culemburg, se trouvant dans l'église Sainte-Catherine de Hoogstraten,,.
Par jugement du grand conseil de Malines des 14 et 24 mai 1539, Jean Mone a obtenu de Charles Quint la seigneurie de Luttange que ce dernier avait confisquée à un seigneur de la maison de Gournay qui avait combattu pour le roi de France François Ier,.
En 1539, il hérite d'une fortune importante au décès d'une parente lorraine. La ville de Malines lui a payé une pension comme artiste de l'empereur à la demande de Charles Quint à partir de son installation dans la ville jusqu'à sa mort à 67 ans, le 5 novembre 1549, à Luttange, seigneur de Luttange, Kiers (Kirsch) et Wursbourg (Vinsberg).

## Famille
Jean Mone s'est mariée le 25 août 1529 avec Marie du Pont dont il a eu neuf enfants. Les sept premiers sont nés et baptisés à Malines. Le huitième, une fille prénommée Joland, est née le 16 janvier 1645 à Metz et le neuvième, un fils prénommé Michel, au château de Luttange, le 29 septembre 1646.
Son fils, Jehan de Monet, chevalier, seigneur de Luttange, mort en 1590, s'est marié avec Barbe de Huémont dont il a eu une fille, Berbe de Monet Luttange, mariée avec Josais de Cabanes. Dès le XVIIe siècle, la seigneurie de Luttange est partagée entre plusieurs propriétaires.

## Héraldique
Jean Mone portait pour armes d'azur à la bande d'argent chargée d'une quintefeuille accostée de deux coquilles de gueules.

## Galerie

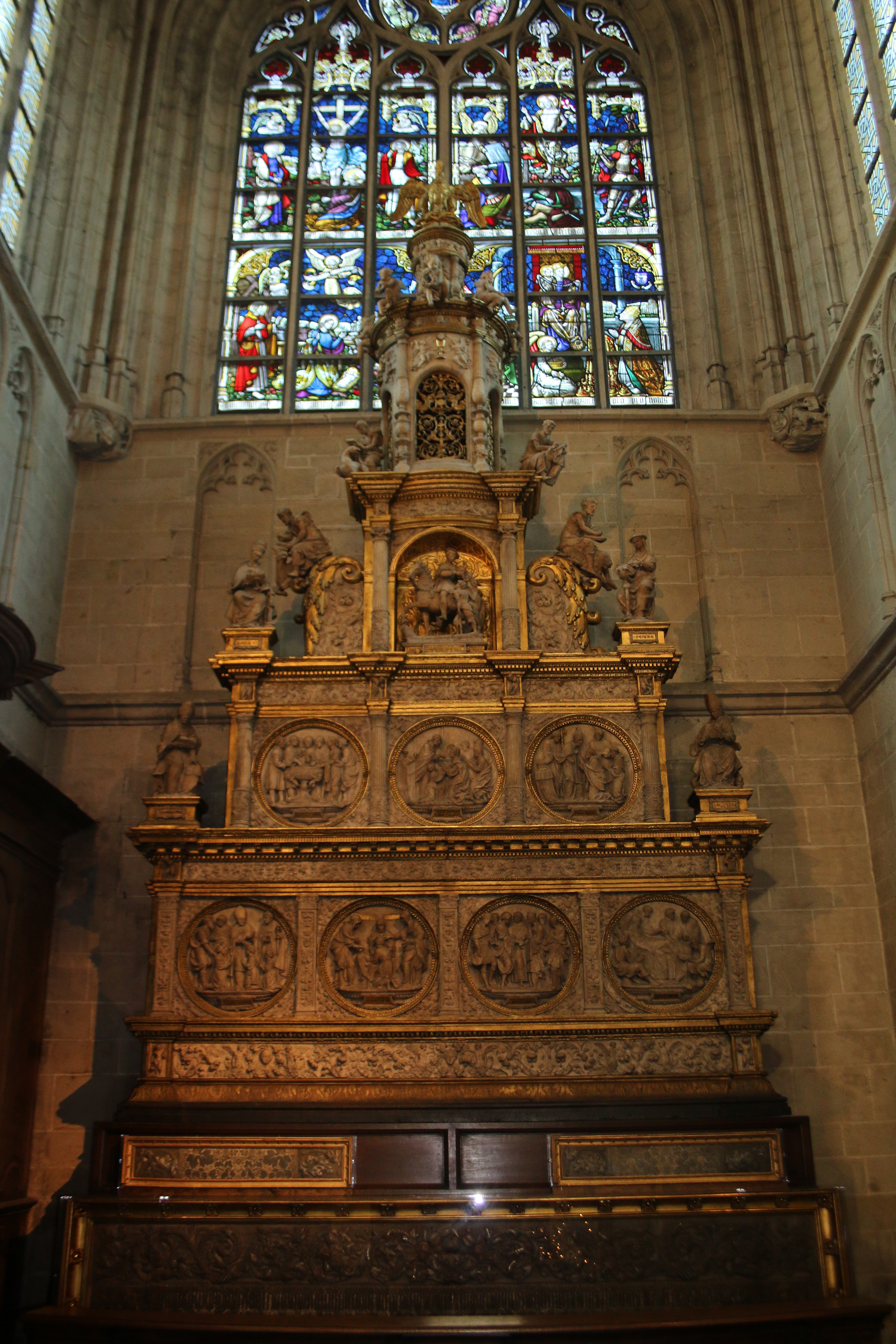
Retable en albâtre de la basilique Saint-Martin de Hal.
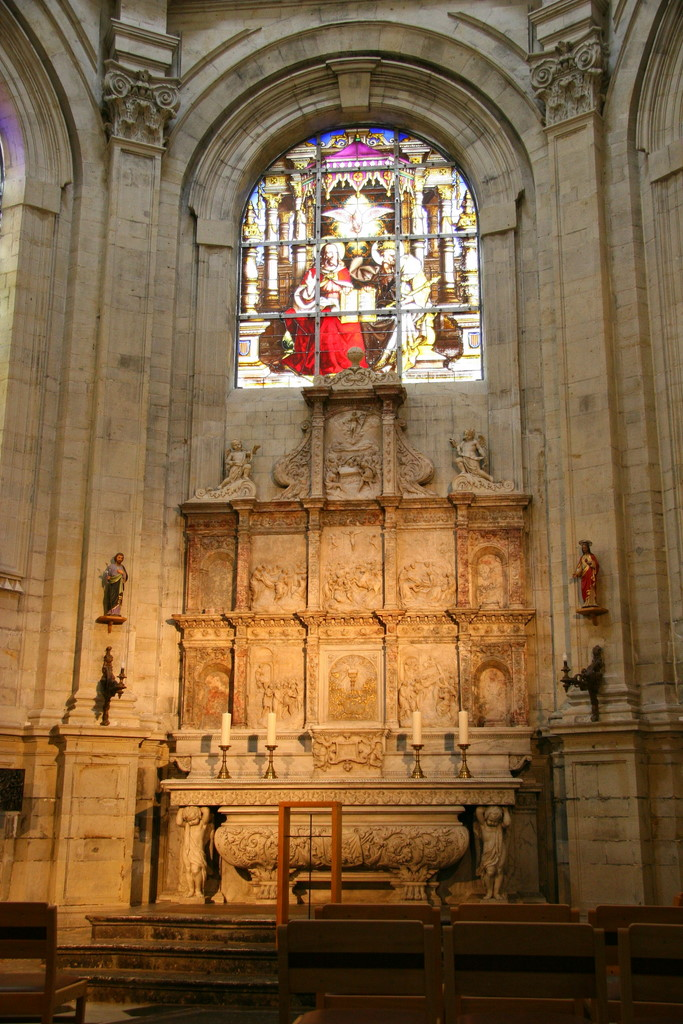
Retable représentant des scènes de la Passion dans la chapelle Maes de la cathédrale Saints-Michel-et-Gudule de Bruxelles.
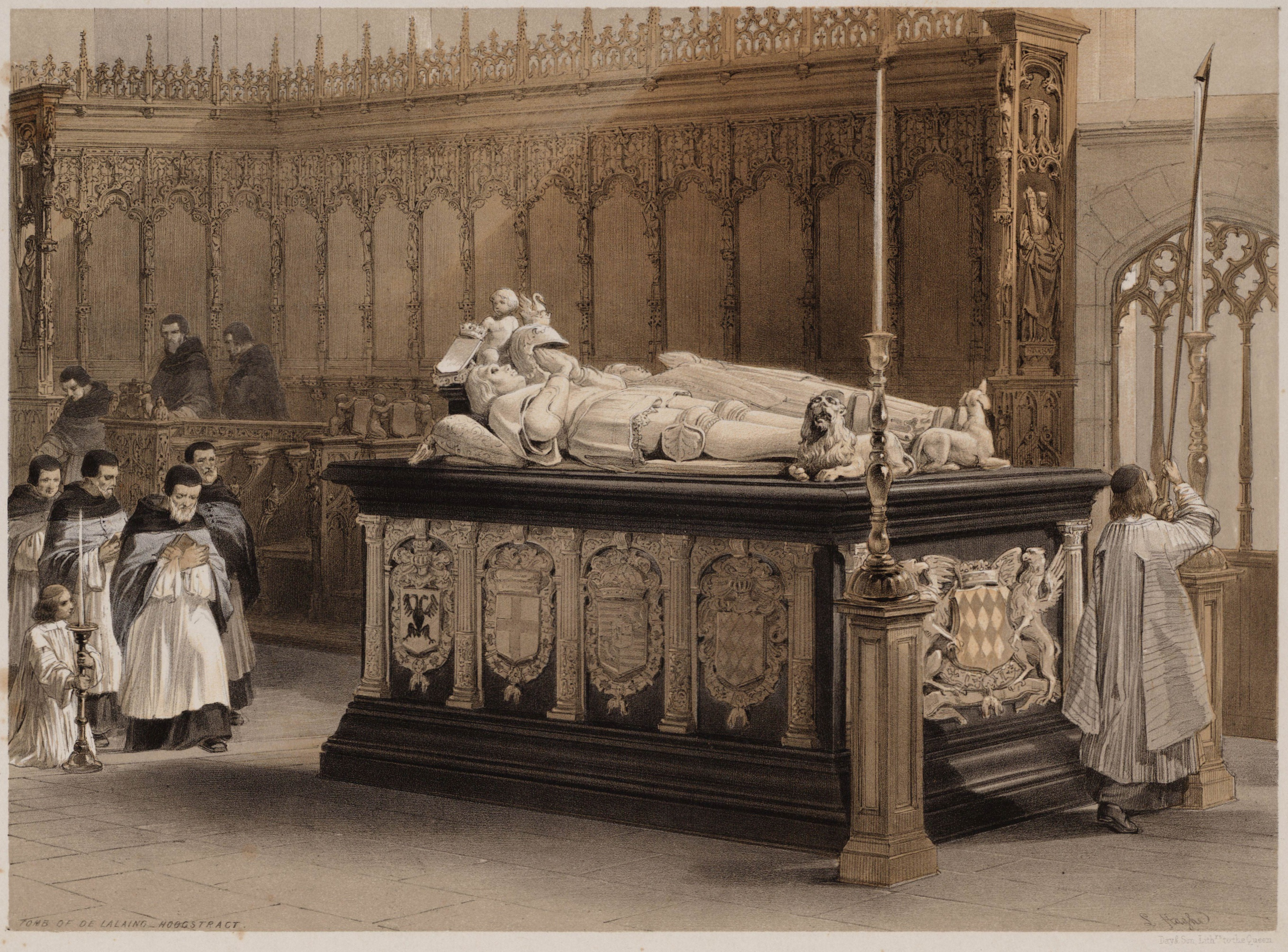
Lithographie par Louis Haghe du tombeau d'Antoine de Lalaing et d'Elisabeth de Culembourg dans l'église Sainte-Catherine de Hoogstraten.